# Şaziye Erdoğan
Şaziye Erdoğan, nata Okur (Ankara, 23 febbraio 1992), è una sollevatrice turca.

## Palmarès
- Mondiali

Pattaya 2019: oro nei 45 kg.
Tashkent 2021: bronzo nei 45 kg.
- Europei

Minsk 2010: bronzo nei 48 kg.
Batumi 2019: oro nei 45 kg.
- Giochi del Mediterraneo

Tarragona 2018: oro nei 48 kg nello strappo e nello slancio.
Orano 2022: bronzo nei 48 kg nello strappo e nello slancio.